# フィリップ・デスコーラ
フィリップ・デスコーラ（Philippe Descola、1949年 - ）は、フランス人の文化人類学者。自然の社会化の諸様態を研究対象とし、比較人類学的な分析を行う。アマゾンの、ヒヴァロ語族系のアシュアール族のもとでフィールドワークを行っている。妻はCNRSの研究主任をつとめていたアン＝クリスティーヌ・テイラーで、2005年の2月からケ・ブランリー博物館に派遣され、そこで研究教育部門を担当している。

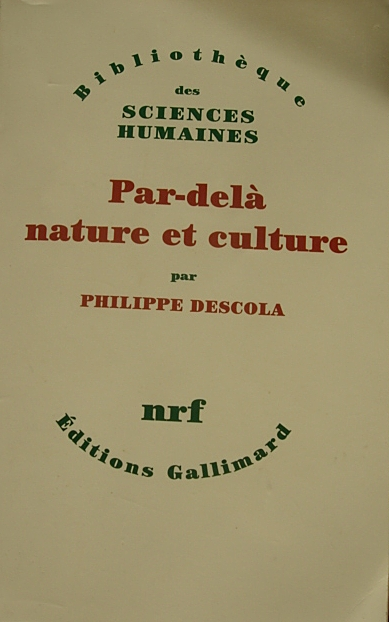
フィリップ・デスコーラ

## 経歴
1949年、パリ生まれ。リヨンの高等師範学校サン＝クルー校を卒業。おもに高等研究院の第6部門において哲学と人類学を研究した。クロード・レヴィ＝ストロースに師事し、自然の社会化の諸様式をめぐる比較人類学という新しい研究領域を拓き、高等研究院において学位論文の審査を受けた。
数年後、社会科学高等研究院の講座主任に、ついで研究主任に任命された。2000年6月、コレージュ・ド・フランスの「自然についての人類学」講座の担当に就任した。1996年6月には、部族社会における自然の活用と知識をめぐる研究によって、CNRSの金メダルを受賞した。
現在、社会人類学研究室(L.A.S.)の主任およびコレージュ・ド・フランスの教授。著書多数。

## 研究内容・業績
デスコーラは自身の研究において、自然そのものが社会の産物であって、彼が区別した3つの同一化の様式が共通して、きわめて人間中心的な参照性を有していること（彼はトーテミズム、アニミズム、自然主義を定義しなおした）を示すことによって、文化と自然を対立させる二元論を克服する試みを続けている。自然／文化という対立が意味をなさないようにした後、デスコーラが提案するのは、こうした諸命題を用いて、彼が「諸関係のエコロジー」と呼ぶものを構成することなのである。 
ここで問題となっているのは、人間と非人間のあいだの諸関係に関心を抱く、二元論をとらない人類学であり、またこの人類学は、人間と非人間を、存在論的に区別された別々の領域に区分することもない。 
デスコーラは、トーテミズム、アニミズム、類推主義（アナロジスム）および自然主義からなる、4つの「同一化の様態」を区別する。
自然主義とは、彼によれば、「自然が存在するという単なる信仰、思い込みであり、言い換えれば、いくつかの実在が存在することや、その展開は、人間の意志の効果の外側にある原理によっているとすることである。プラトンやアリストテレス以来の西洋のコスモロジーに典型的な自然主義は、特定の存在論的領域、すなわち、超越論的な審級に従うものか、世界の仕組みに内在している理由なくしては何ものも生じえないとする秩序もしくは必然性の場を産出する。自然主義がわたしたちのコスモロジーの主導的原理であり、わたしたちの共通感覚や科学的原理似浸透している限りにおいて、そうした自然主義が、わたしたちにとっては、自分たちの認識論、とりわけ同一化の他の様式にたいする見方や視線を構造化している「自然」のようなものとでもいうべき、前提となってしまっているのである」。つまり、わたしたちがもつ自然主義は、他なるものや世界へ向けられるわたしたちの見方や視線を規定しているのである。
同一化の諸様式とは、自らと他なるものとの境界の定義の仕方である。わたしたちの社会が自然主義的だとすると、それ以外の社会はアニミズム的であるか、もしくはトーテミズム的な社会である。まず、アニミズムを特徴づけるのは、非人間という社会的属性により諸関係のカテゴリー化が可能になるような社会である。つまりここでは、非人間が関係の項となっている。続いて、トーテミズムを特徴づけるのは、非人間どうしの不連続性により、人間の非連続性を思考することが可能になる社会である。こうした社会にあっては、非人間とは記号のようなものである。さらに、類推主義とは、それ自体については、人間と非人間についての内面および物性の非連続性によって特徴づけられる。類推主義が存在する社会を特徴づけるのは、きわめて強く二元的な体系をもつ社会である。
自然主義をとる諸社会（西洋社会）のみが、「自然」という観念を通して、自らと他なるもののあいだのこのような境界を産出する。自然とは、文化の領域に属さないもの、人間の精神、知識、技術知（コツ）に独特な特徴の外にあるものということになる。西洋的で新しく、特定の歴史の産物であるこのような区別は、いくつかの社会には存在しない。 
それに加えて、以下のテーマについても、彼の研究の主題として挙げることができる。
- アメリカインディアン社会の民族学
- 自然の社会化の諸様式についての人類学
- 社会科学についての認識論および哲学
- 認知人類学
- 象徴のエコロジー

また、彼は現在、fr:EHESSにおいて実践理性、その不変性、不変性、多様性をめぐる研究グループの取りまとめをしている。

## 受賞・栄典
- 2014年　コスモス国際賞受賞者。

## 著書
- La Nature domestique : symbolisme et praxis dans l'écologie des Achuar, Paris, Fondation Singer-Polignac et Éditions de la Maison des Sciences de l'Homme, 1986, 450 pp.
- Les Idées de l'anthropologie, Paris, Armand Colin, 1988, 208 pp. En collaboration avec G. Lenclud, C. Severi et A.C. Taylor.
- Dictionnaire de l'ethnologie et de l'anthropologie, Paris, PUF, 1991, 756 pp. En collaboration avec M. Abélés, P. Bonte, J.-P. Digard, C. Duby, J.-C. Galey, M. Izard, J. Jamin et G. Lenclud
- Les Lances du crépuscule. Relations jivaros, haute Amazonie, Paris, Plon, collection ‘Terre humaine’, 1993, 506 pp.
- La Remontée de l'Amazone. Anthropologie et histoire des sociétés amazoniennes, numéro spécial de L'Homme, 126-128, avril-décembre 1993, 600 pp. En collaboration avec A.C. Taylor.
- Nature and Society : Anthropological Perspectives, Londres, Routledge, 1996, 310 pp. En collaboration avec G. Pálsson.
- La Production du social. Autour de Maurice Godelier, Actes du Colloque de Cerisy, Paris, Fayard, 1999, 515 pp. En collboration avec J. Hamel et P. Lemonnier.
- Leçon inaugurale au Collège de France, pour la Chaire d'anthropologie de la nature, Paris, Collège de France, 29 mars 2001 ISBN 2-7226-0061-7[2]
- Par-delà nature et culture, Paris, Gallimard, coll. « Bibliothèque des sciences humaines », 2005 ISBN 2-07-077263-2 ; rééd. poche, Paris, Folio, 2016
- Diversité des natures, diversité des cultures, Paris: Bayard, coll. « Les petites conférences », 2010
- L'Écologie des autres. L’anthropologie et la question de la nature, Paris, éditions Quae, 2011 ; rééd. aux mêmes éditions en 2016)
- avec Tim Ingold, Être au monde. Quelle expérience commune ?, Lyon, Presses universitaires de Lyon, coll. « Grands débats » : mode d'emploi, 2014, débat présenté par Michel Lussault (voir recension dans Lectures)
- La Composition des mondes. Entretiens avec Pierre Charbonnier, Paris, Flammarion, coll. « Sciences humaines », 2014
- Les formes du visible, Paris, éditions du Seuil, 2021 ; 757 pages; ISBN 978-2-02-147698-9
- Ethnographies des mondes à venir (avec Alessandro Pignocchi), éditions du Seuil, collection Anthropocène, 2022

日本語訳：
- 『交錯する世界 自然と文化の脱構築』（秋道智彌との対話）、京都大学学術出版会 、2018年
- 『自然と文化を越えて』(叢書 人類学の転回)、水声社 、2020年